# Arturo Herviz Reyes
Arturo Herviz Reyes (Zapotlanejo, Jalisco; 12 de julio de 1954) es un maestro y político mexicano.
Es licenciado en Educación Primaria, inició sus actividades profesionales ocupando cargos en la Secretaría de la Reforma Agraria, en 1991 fue elegido Presidente Municipal de Ángel R. Cabada para el periodo que concluyó en 1994, Diputado al Congreso de Veracruz de 1995 a 1998 donde fue coordinador de la bancada del PRD, candidato a gobernador de Veracruz por el PRD en las elecciones estatales de 1998 y electo diputado federal a la LVIII Legislatura de 2000 a 2003, postulado en la lista plurinominal de la Alianza por México. Electo por segunda ocasión Presidente Municipal de Ángel R. Cabada en 2004, pidió licencia en 2006 para ser candidato al Senado y fue elegido para el periodo que concluyó en 2012. Nuevamente, fue Presidente Municipal de Ángel R. Cabada para el periodo 2018-2021.